# Stor-Lidtjärnen, Ångermanland
Stor-Lidtjärnen är en sjö i Strömsunds kommun i Ångermanland och ingår i Ångermanälvens huvudavrinningsområde. Sjön har en area på 0,204 kvadratkilometer och ligger 215,3 meter över havet. Sjön avvattnas av vattendraget Jansjönoret.

## Delavrinningsområde
Stor-Lidtjärnen ingår i det delavrinningsområde (708459-152952) som SMHI kallar för Utloppet av Stor-Lidtjärnen. Medelhöjden är 257 meter över havet och ytan är 4,56 kvadratkilometer. Räknas de 2 avrinningsområdena uppströms in blir den ackumulerade arean 23,46 kvadratkilometer. Jansjönoret som avvattnar avrinningsområdet har biflödesordning 3, vilket innebär att vattnet flödar genom totalt 3 vattendrag innan det når havet efter 153 kilometer. Avrinningsområdet består mestadels av skog (83 procent). Avrinningsområdet har 0,2 kvadratkilometer vattenytor vilket ger det en sjöprocent på 4,4 procent.